# Ron Simons
Ronald Keith Simons (Detroit, 30 de noviembre de 1960 - 12 de junio de 2024) fue un actor y productor estadounidense. Fue ganador de cuatro premios Tony.

## Carrera
Simons tenía títulos en teatro y ciencias de la computación de la Universidad de Columbia y no asistió a la escuela de teatro hasta los 39 años. También recibió un título de la Escuela de Negocios de Columbia. Había querido dedicarse a la actuación desde la secundaria, pero no pudo hacerlo debido a sus circunstancias de vida. "Como el único miembro de mi familia en haberme graduado de la universidad con abuelos jubilados y una madre que me tuvo a una edad un poco mayor, sentí la necesidad de convertirme en el sostén de la familia". Finalmente dejó el negocio corporativo para ingresar al negocio del cine a los 47 años. Además, se expandió al ámbito de la producción a pesar de no estar completamente consciente de lo que implicaba esa posición. Terminó produciendo películas como Gun Hill Road y Blue Caprice, pero continuó actuando en proyectos a lo largo del camino.
En 2009 fundó SimonSays Entertainment; una compañía de producción que trabaja para crear producciones de cine, televisión y teatro que giran en torno a diversos temas enfocados en minorías, como raza, LGBT, discapacitados, mujeres y personas mayores.
En abril de 2022, fue nombrado orador de la ceremonia de graduación de la Universidad de Washington. Fue galardonado con el Premio John Jay del Columbia College en 2018.
Simons murió el 12 de junio de 2024, a la edad de 63 años.